# Бельгийско-российские отношения
Бельгийско-российские отношения — двусторонние дипломатические отношения между Бельгией и Россией.

## История

### До 1830 года
Бельгийско-российские отношения имеют глубокие исторические корни. Русь торговала с городами Фландрии (северная часть Бельгии) с начала предыдущего тысячелетия. Регулярные отношения с Австрийскими Нидерландами, в состав которых входила современная территория Бельгии, Россия стала развивать с начала XVIII века. Первые контакты на высшем уровне произошли в 1717 году, когда Нидерланды посетил Пётр I. Среди других городов, Пётр посетил Брюссель, Ахен и Спа. В честь Российского императора был назван питьевой павильон на курорте Спа «Pouhon Pierre Le Grand». С большими почестями встретил Брюссель в 1814 году императора Александра I.

### С 1830 до 1913 года
Дипломатические отношения между Россией и Бельгией были установлены в 1853 году. На рубеже XIX—XX веков быстро развивались торгово-экономические взаимоотношения. К 1913 году в России было создано около 200 компаний с участием бельгийского капитала.

### Первая мировая война
В годы Первой мировой войны Россия и Бельгия, несмотря на отсутствие формального союзнического договора, оказались в антигерманской коалиции. После германского вторжения в Бельгию 4 августа 1914 года, Россия выразила дипломатическую поддержку бельгийскому правительству. Император Николай II в телеграмме королю Альберту I выразил восхищение мужеством бельгийской армии. В сентябре 1914 года Россия направила в Бельгию военного агента А.К. Прежбяно, который представлял интересы Российской империи при бельгийской армии.
Российская интеллигенция активно выражала солидарность с бельгийским народом и восхищение его сопротивлением. В российской прессе и литературе широко освещались события в Бельгии. Выпускались публицистические работы о Бельгии, её истории и культуре. Многие известные российские писатели и поэты (А. Блок, В. Брюсов, Ф. Сологуб и др.) посвящали стихи Бельгии и ее борьбе. Художники обращались к бельгийским сюжетам в своих работах. Особым уважением в России пользовался бельгийский король Альберт I, ставший символом сопротивления агрессии. Его образ часто использовался в патриотической пропаганде. Трагедия Бельгии способствовала формированию негативного образа Германии как агрессора в российском обществе. Бельгийская тема использовалась для патриотической мобилизации и укрепления союзнических чувств в России. Россия участвовала в разработке Сент-Адресской декларации 1916 года, гарантировавшей восстановление независимости Бельгии после войны. В России также проводились благотворительные акции в пользу пострадавшего бельгийского населения.
Бельгия направила в Россию военную помощь в виде бронеавтомобильного отряда, известного как «Экспедиционный бельгийский корпус автомобильных пушек и пулемётов в России». Этот отряд, состоявший из 350 добровольцев и 13 бронеавтомобилей, прибыл в Россию в сентябре 1915 года и участвовал в боевых действиях на Восточном фронте, в том числе в Брусиловском прорыве.
После Октябрьской революции 1917 года и выхода России из войны отношения между странами ухудшились. В 1918 году Бельгия, следуя за союзниками, разорвала дипломатические отношения с Советской Россией. Бельгийский экспедиционный корпус был эвакуирован из России через Сибирь и Владивосток.

### Бельгийско-советские отношения
Королевство Бельгия признало СССР в 1935 году. После окончания второй мировой войны страны оказались по разные стороны во время холодной войны, СССР - лидер социалистического блока, а Бельгия —— член НАТО.  Но всё же страны сотрудничали в сферах, не имеющих отношения к военно-политической области. Заключали договоры, происходил обмен официальными визитами.

### Отношения Бельгии и Российской Федерации
В современных двусторонних отношениях не существует острых политических проблем. Сотрудничество строится на разных экономических, культурных и политических основаниях.
Наиболее крупные события в двусторонних политических отношениях России и Бельгии последних лет связаны с обменом визитами глав обоих государств и правительств.
Первый президент Российской Федерации Б. Н. Ельцин посетил Бельгию с визитом в декабре 1993 г., который завершился подписанием Договора о согласии и сотрудничестве России и Бельгии.

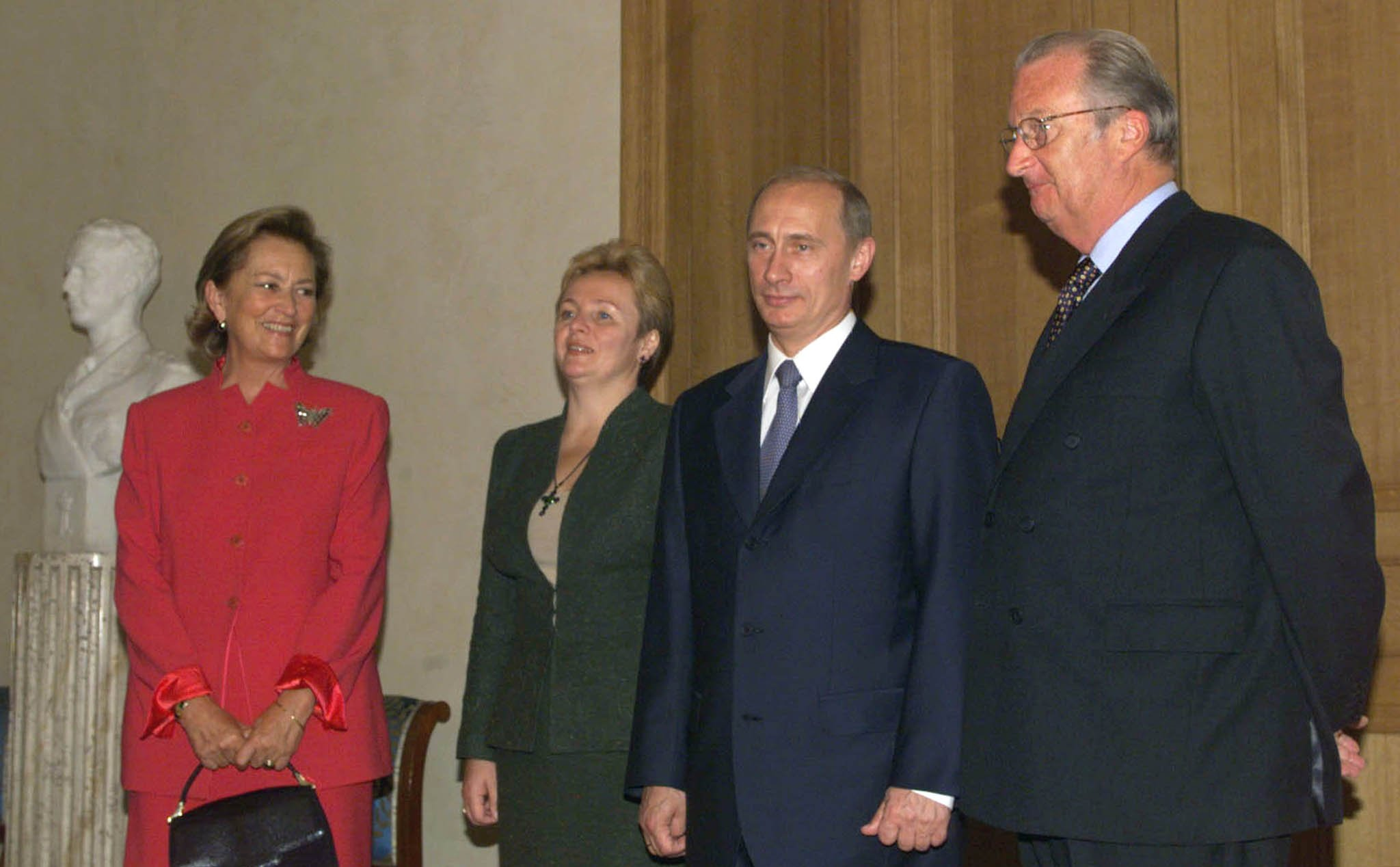
Владимир и Людмила Путины у короля Бельгии Альберта II и королевы Паолы, октябрь 2001 года

Король бельгийцев Альберт II, королева Паола и наследный принц Филипп побывали в России с ответным государственным визитом в феврале 1998 года, а принц Филипп также в июне 2001 года возглавляя бельгийскую экономическую миссию в Россию.
1—2 октября 2001 г. состоялся официальный визит президента Российской Федерации В. В. Путина в Королевство Бельгия. В. В. Путин провел переговоры с премьер-министром Г. Верхофстадтом, встретился с королём бельгийцев Альбертом II и председателями обеих палат бельгийского федерального Парламента.
11 ноября 2002 г. президент Российской Федерации В. В. Путин по завершении в Брюсселе саммита Россия—ЕС снова провел встречу с премьер-министром Бельгии Г. Верхофстадтом.
24—25 апреля 2002 г. Бельгию с официальном визитом посетил председатель Правительства Российской Федерации М. М. Касьянов. Он был принят королём бельгийцев, провел переговоры с премьер-министром Бельгии Г. Верхофстадтом, провёл встречу с представителями бельгийских деловых кругов.
Премьер-министр Г. Верхофстадт побывал в Российской Федерации с визитом в декабре 2000 г., присутствовал в 2003 г. на саммите Россия-ЕС в Санкт-Петербурге и торжественных мероприятиях по случаю 300-летия города.
На регулярной основе осуществляются российско-бельгийские контакты на уровне министров иностранных дел, ежегодно проводятся политические консультации между МИД России и МИД Бельгии на уровне заместителей министра, директоров политдепартаментов внешнеполитических ведомств стран.
Последнняя встреча министра иностранных дел России С. В. Лаврова с министром иностранных дел Бельгии К. де Гюхтом в Брюсселе 7 декабря 2005 года.
Прошла встреча заместителя министра иностранных дел России А. В. Грушко с послом Бельгии в Москве В. Мертенсом де Вильмарсом. 4 марта 2008 года.
Встреча заместителя министра иностранных дел России А. В. Грушко с послом Бельгии Б. де Кромбрюгге де Пикендалом. 14 мая 2008 года.
Бельгия - традиционный и крупный торгово-экономический партнер России. Российско-бельгийские торгово-экономические отношения имеют глубокие исторические корни и с каждым годом все больше приобретают характер углубленного партнерства.Насыщенность российско-бельгийских отношений практическими делами и договоренностями в полной мере свидетельствует об обоюдном стремлении двух стран развивать многогранное взаимовыгодное сотрудничество.
.

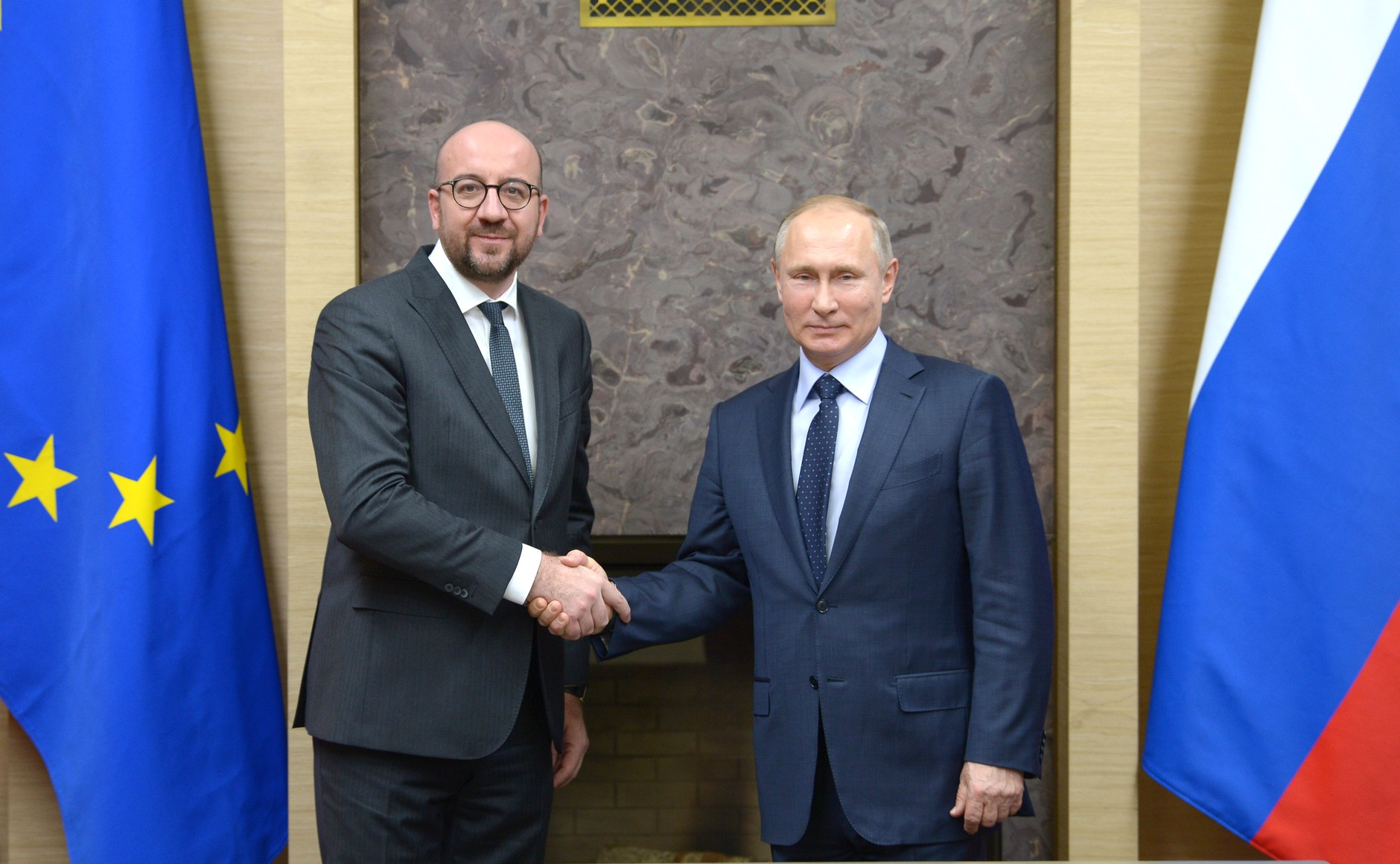
Президент России Владимир Путин
с Премьер-министром Бельгии Шарлем Мишелем, 31 января 2018 года

В последние годы все большую динамичность и политический вес приобретают межпарламентские связи России и Бельгии.
Начали активную работу сформированные в 2004 г. в Государственной Думе и в Совете Федерации группы по сотрудничеству с парламентами стран Бенилюкса.
Россия и Бельгия проводят работу по расширению и совершенствованию договорно-правовой базы двусторонних отношений. Всего Россию и Бельгию связывает около четырёх десятков межправительственных соглашений.
Развитие межрегиональных связей между субъектами Российской Федерации и Регионами (Брюссельский столичный регион, Валлония, Фландрия) и Сообществами Бельгии приобретает все большее значение.
В октябре 2005 года в Брюсселе состоялась встреча президента России В. В. Путина с королём Бельгии Альбертом II, а также с премьер-министром Бельгии Г. Верхофстадтом. В марте 2007 года премьер-министр Бельгии Г. Верхофстадт в ходе своего визита в Москву встречался с президентом России В. В. Путиным.
На регулярной основе проводятся встречи министров иностранных дел двух стран.
В Бельгии хотят, чтобы санкции затронули политическую элиту России, действия которой послужили вторжению России на Украину.  Премьер Бельгии подчеркнул, что санкции также охватят технологии, необходимые России для экономики и военной сферы.

## Направления сотрудничества
Сотрудничество в сфере культуры, образования и науки строится на основе действующего Соглашения о культурном сотрудничестве от 25 октября 1956 года. В целях его конкретизации один раз в два года подписываются программы сотрудничества между Российской Федерацией и Сообществами (субъектами федерации) Бельгии.
Сотрудничество в сфере науки осуществляется на основе совместной Программы научных исследовании 2002 года. Наиболее успешными являются исследования в области естественных наук, геофизики и сейсмологии, проводимые с участием бельгийцев в районе озера Байкал, на Алтае и Дальнем Востоке.
Продолжается успешное взаимодействие двух стран в сфере космических исследований.
Продолжает совершенствоваться договорно-правовая база российско-бельгийских отношений.
Возрастает совокупный объём российско-бельгийского товарооборота. В российском экспорте в Бельгию преобладают такие товарные группы, как минеральное сырьё, драгоценные и полудрагоценные камни, чёрные и цветные металлы, продукция химической промышленности. В импорте из Бельгии основное место занимают промышленное оборудование, продукция химической и фармацевтической промышленности, изделия из пластмасс и каучука, продукция растениеводства, средства транспорта. Российская «Алроса» — одна из крупнейших в мире компаний по добыче алмазов — имеет хорошие связи с бельгийскими партнёрами.
Бельгия — крупный покупатель российских энергоносителей. На долю нефтяных продуктов приходится около половины всего российского экспорта в эту страну. Поставки из России в Бельгию покрывают её импортные потребности в нефти и нефтепродуктах на 30 %.
Активизируется инвестиционное сотрудничество. Основную координирующую роль для бельгийских предпринимателей в поиске партнёров в России играют Бельгийско-люксембургская торговая палата для России и региональные агентства по содействию экспорту.
В структуре экспорта России в Бельгию в 2016 году основная доля поставок пришлась на следующие виды товаров: драгоценные металлы и камни (48,92 % от всего объёма экспорта России в Бельгию), минеральные продукты (26,68 %), металлы и изделия из них (14,36 %), продукция химической промышленности (5,61 %), продовольственные товары и сельскохозяйственное сырье (1,58 %), древесина и целлюлозно-бумажные изделия (1,52 %), машины, оборудование и транспортные средства (0,91 %).
Российский импорт в 2016 году был представлен следующими группами товаров: продукция химической промышленности (45,7 % от всего объёма импорта России из Бельгии), машины, оборудование и транспортные средства (26,8 %), продовольственные товары и сельскохозяйственное сырье (7,73 %), металлы и изделия из них (6,05 %), минеральные продукты (4,48 %), текстиль и обувь (2,84 %), древесина и целлюлозно-бумажные изделия (1,6 %), драгоценные металлы и камни (1,06 %).
По итогам января-ноября 2017 года, объём российско-бельгийского товарооборота составил 8,9 миллиардов долларов. Экспорт составил 6,2 миллиарда долларов, а импорт — 2,7 млрд долларов.

## Дипломатические представительства

### Бельгийские дипломатические представительства в России
Посольство Бельгии в Москве
- Посол: Марк Михельсен

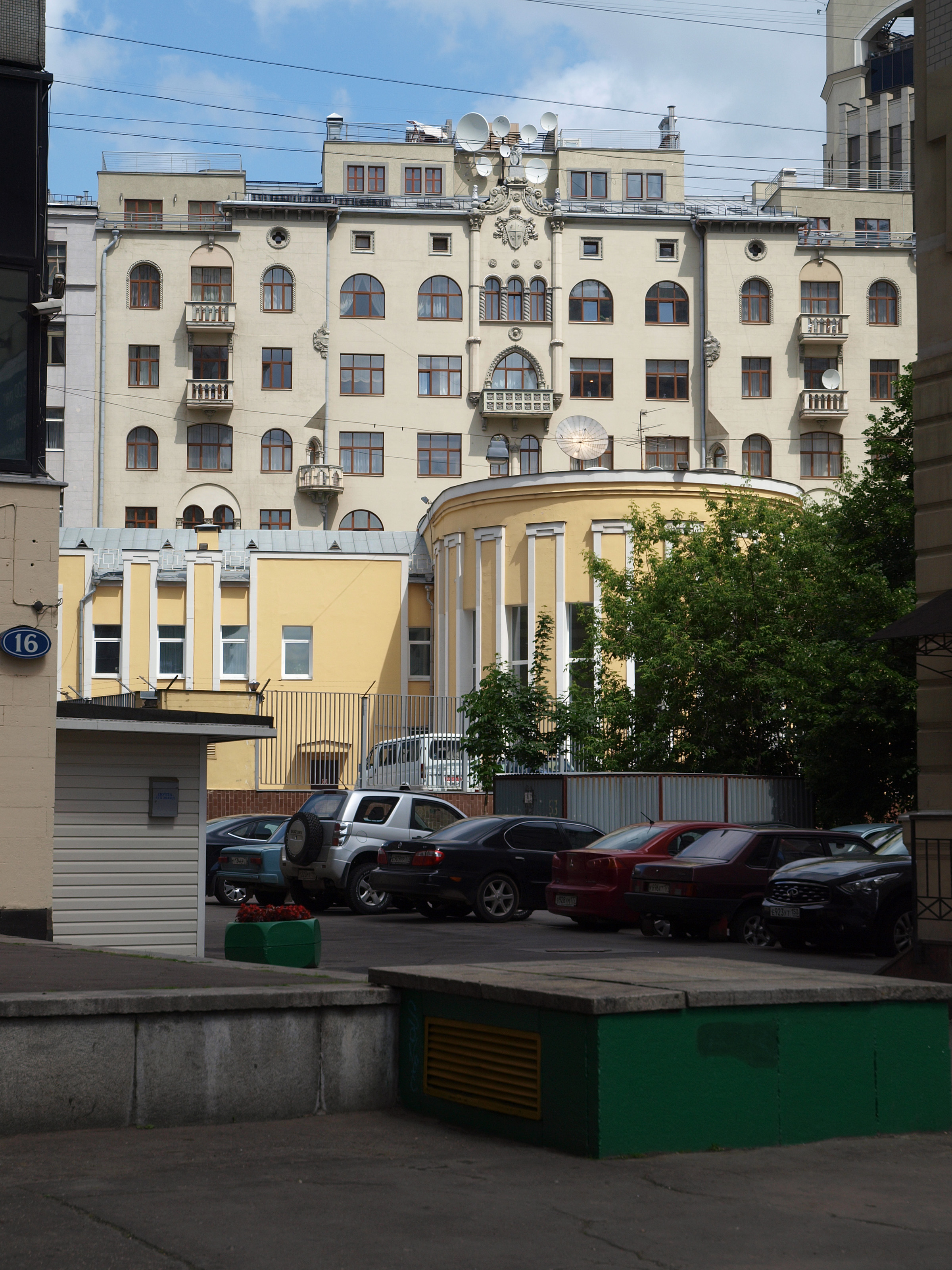
Здание Бельгийского посольства в Москве

- Адрес: ул. Малая Молчановка 7, 121069 Москва
- Веб-сайт: http://www.diplomatie.be/moscowru/

Генеральное консульство Бельгии в Санкт-Петербурге
- Генеральный консул: Мари-Луиз Ванхерк
- Адрес: Сапёрный переулок 11, 191014 Санкт-Петербург
- Веб-сайт: http://www.diplomatie.be/saint-petersburgru/

### Российские дипломатические представительства в Бельгии
Посольство Российской Федерации в Королевстве Бельгия
- Посол: Александр Токовинин
- Адрес: Avenue de Fré (De Freelaan) 66, 1180, Брюссель
- Веб-сайт: https://web.archive.org/web/20080524062638/http://www.belgium.mid.ru/

Генеральное консульство России в Антверпене
Было основано в 1978 году как генеральное консульство СССР.
- Генеральный консул: Петрачков Александр Фёдорович
- Адрес: Della Faillelaan 20, 2020 Антверпен
- Веб-сайт: https://web.archive.org/web/20140618174201/http://www.russian-consulate-antwerp.be/